# Mandaringelb
Mandaringelb ist ein Farbton. 

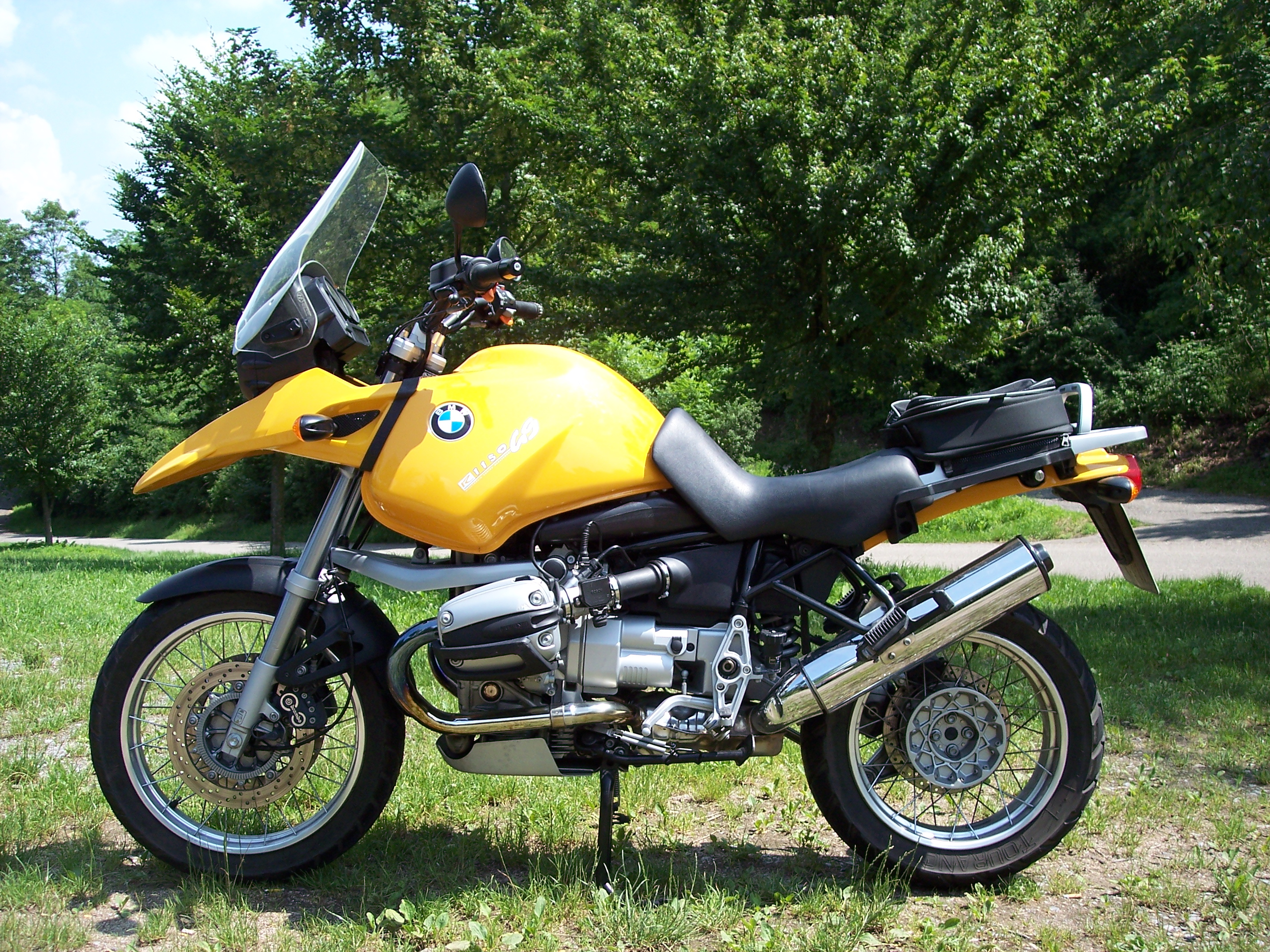
BMW R 1150 GS, mandaringelb

Die Farbe Gelb war im chinesischen Kaiserreich einzig dem Kaiser vorbehalten. Die kaiserlichen Beamten, die Mandarine, trugen rote Tuniken und veilchenblaue Überröcke.
Mit der Frucht Mandarine hat die Farbe nichts zu tun; vielmehr deutet der Name der Frucht auf ihre ursprünglich chinesische Herkunft hin.
Mandaringelb wurde ursprünglich durch Crocetin oder aus chinesischen Gelbbeeren (Waifa, Natalkörner) gewonnen. Für die Textilfärbung wurde früher Salpetersäure in wässriger Lösung verwendet. Dabei erfolgte die Färbung nicht mit Farbstoff auf dem Gewebe, sondern durch Reaktion der Salpetersäure mit der Gewebefaser (Seide oder Wolle).
Heute ist Mandaringelb ein Teerfarbstoff, der giftig wirken kann.